# اوکفورد، دوون
اوکفورد (به انگلیسی: Oakford) یک روستا و محله مدنی در بریتانیا است که در Mid Devon واقع شده‌است.